# Міхалкова
Міхалкова (пол. Michałkowa, нім. Michelsdorf) — село в Польщі, у гміні Валім Валбжиського повіту Нижньосілезького воєводства.
Населення — 125 осіб (2011).
У 1975-1998 роках село належало до Валбжиського воєводства.

## Демографія
Демографічна структура станом на 31 березня 2011 року:
|          | Загалом | Допрацездатний вік | Працездатний вік | Постпрацездатний вік |
| -------- | ------- | ------------------ | ---------------- | -------------------- |
| Чоловіки | 60      | 3                  | 49               | 8                    |
| Жінки    | 65      | 10                 | 43               | 12                   |
| Разом    | 125     | 13                 | 92               | 20                   |